# 彗星塵
彗星塵是指起源於彗星的宇宙塵埃，它可以提供彗星起源的線索。當地球通過彗星塵埃軌跡時，它會產生流星雨。

## 物理性質

### 大小
彗星活動產生的塵埃大部分為次微米級至微米的大小。然而，這一部分是短暫的，會因為輻射壓導致它們被吹出太陽系，或因為坡印廷–羅伯遜效應而螺旋向內。
下一個尺寸等級是"蓬鬆的"（"fluffly"）或"羣集類型"（"cluster-type"），是前述顆粒的聚合物。它們的大小通常為20-100微米，但可以觀察到尺寸不是任意的，這是由於多孔的聚合物容易斷裂  or compact.。
更大的粒子是微流星體，不再是塵埃了。在國際天文學聯合會（IAU）沒有定義的情况下，各小組設計了自己的粉塵定義：小於100微米、50、40 30,、和20微米 還有<10微米。其中一些塵埃/微流星體的定義是近似的或模棱兩可的，有些還重疊或自相矛盾（衝突）。
IAU於2017年發佈了一份正式聲明。流星體為30微米至1米，塵埃較小，且不鼓勵使用"微流星體"一詞（儘管不是微流星體）。國際流星組織 （IMO）雖然注意到了新的定義，但仍在其網站上顯示先前的定義，即0.001cm。美國流星學會（AMS）也沒有給出嚴格的定義。

### 成分
粉塵的成分通常為球粒隕石。其單體含有鎂鐵質矽酸鹽，如橄欖石和輝石。矽酸鹽富含高冷凝溫度的鎂橄欖石和頑火輝石。當這些顆粒迅速凝結時，它們往往會形成非常小的顆粒，而不是合併成液滴。
與球粒隕石一樣，顆粒含有 Fe（Ni）硫化物和嵌入金屬和硫化物的玻璃（glass with embedded metal and sulfides，GEMS）。
存在不同數量的有機物（CHON）。雖然有機物在宇宙中非常豐富，並且被廣泛預測存在於彗星中，但在大多數望遠鏡中，它們的光譜都是模糊的。僅在哈雷飛越期間通過質譜法確認有機物的存在。一些有機物多以多環芳香烴（PAHs）的形式存在。
可能會發現非常小的太陽前顆粒（presolar grains，PSG）夾雜物。

## 塵埃和彗星的起源
彗星起源的模型有：
1. 星際模型，
2. 太陽系模型，
3. 原始碎石堆，

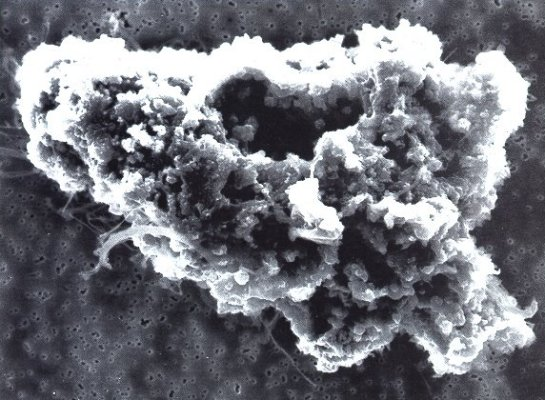
顯微鏡下看見的彗星塵埃顆粒。

4. 在天王星-海王星區域周圍的塵埃盤中星子的聚集，
5. 被原恒星風吹出的冷外殼物質。

彗星塵埃的密度、化學成分、體積等特性，可以區分這些模型。例如，彗星和星際塵埃的同位素比率非常相似，表明有一個共同的起源。
在（1）星際模型說冰是在太陽之前的緻密雲中的塵埃顆粒上形成的。冰和塵埃的混合物在沒有明顯化學修飾的情况下聚集成彗星。J、梅奧·格林伯格在20世紀70年代率先提出這個想法。
在（2）根據太陽系模型，星際雲中形成的冰是原太陽周圍氣體和塵埃吸積盤中首先蒸發的一部分。蒸發的冰後來再溶解並組裝成彗星。因此，這個模型中的彗星與那些直接由星際冰形成的彗星的成分不同。
在（3）彗星形成的原始碎石堆模型說，彗星是在木星形成的區域凝聚形成的。
星塵號在維爾特二號彗星（81P/Wild）的塵埃中發現了結晶矽酸鹽，這意味著塵埃形成於超過玻璃轉化溫度（>1000K）以上的區域，是在環繞著年輕恆星盤面的內側高溫地區，然後混合著太陽星雲從恆星內側向外輻射很遠的距離，或是在發展中的紅巨星或超巨星內凝結的塵埃粒子向外流動。星或超巨星流出的塵埃粒子，在太陽星雲中徑向混合。維爾特二號彗星塵埃的成分與新形成恆星周圍吸積盤外部區域的塵埃成分相似。
彗星和它的塵埃使我們能够研究太陽系主要行星軌道之外的區域。彗星的區別在於它們的軌道：週期超過200年的長週期彗星，有長的橢圓軌道，隨機傾斜於太陽系平面。週期小於200年的短週期彗星通常與太陽系平面的傾角小於30度，以與行星軌道相同的逆時針方向圍繞太陽旋轉。
彗星在其軌道上運行時時會經歷一系列不同的情况。對於長週期彗星來說，大多數時間它離太陽太遠，太冷了，冰不會蒸發。當它通過類地行星區域時，蒸發速度會很快，足以吹走小顆粒，但最大的顆粒可能會抵制夾帶，留在彗核上，開始形成塵埃層。在太陽附近，加熱和蒸發的速度將非常快，以至於沒有塵埃可以保留下來。因此，覆蓋彗核的塵埃層厚度可以表明彗星接近太陽的頻率與近日點的距離。如果彗星有厚厚的塵埃層堆積，它可能曾頻繁的通過近日點，但不會過度的靠近太陽。
塵埃層的厚堆積對所有短週期彗星可能是一個很好的描述，因為人們認為在短週期彗星核的表面上堆積的塵埃層厚度在米量級。隨著時間的推移，塵埃層的積累將改變這顆短週期彗星的物理特性。塵埃層既抑制了太陽對彗星冰的加熱（陽光無法穿透塵埃層，並且導熱不良），又減緩了下方彗核的氣體損失。處於短週期彗星典型軌道上的彗核會迅速降低其蒸發率，以至於無法檢測到彗髮或彗尾，天文學家可能會將其視為低反照率的近地小行星。